# Ivtchenko-Progress AI-22
L’Ivtchenko-Progress AI-22 est un turbofan à fort taux de dilution, conçu pour propulser les avions de ligne civils Tupolev Tu-324 (en) et Yakovlev Yak-48 (en) et conçu par la société ukrainienne Ivtchenko-Progress ZMKB. Son concepteur principal est Feodor Mouravtchenko (ru).

## Conception et développement
L'AI-22 fut créé à la suite d'une demande de la république du Tatarstan concernant la commande d'avions Tu-324, selon le décret gouvernemental no 208 du 28 février 1996, qui traitait la conception du Tu-324 avec des moteurs AI-22, commandés par Tupolev.
Son développement débuta à la fin des années 1990, le constructeur Ivtchenko-Progress faisant alors équipe avec un autre constructeur ukrainien, Motor Sich, et le constructeur russe Kazan Aircraft Production Association (en) (KAPO). Ce moteur reprenait comme base le générateur de gaz du Lotarev DV-2. Son premier lancement a eu lieu le 26 septembre 2000 dans les ateliers d'Ivtchenko-Progress, et le moteur est toujours actuellement en phase de tests.

## Caractéristiques
L'AI-22 est un moteur de conception modulaire (10 modules), ce qui facilite sa maintenance et sa conception. Les supports du moteur offrent la possibilité de l'installer sur un même avion dans différentes positions : droite, gauche, en haut, en bas... Les revêtements et matériaux utilisés dans sa conception permettent d'opérer dans des environnements arctiques ou tropicaux, mais également en conditions marines, grâce à un traitement anticorrosion adapté. La gestion du fonctionnement est confiée à une unité digitale de type FADEC.
Après un temps de fonctionnement sur banc de 100 heures, il a été confirmé que les performances de l'AI-22 répondaient bien aux attentes de ses concepteurs.

## Applications
- Tupolev Tu-324 (en)
- Yakovlev Yak-48 (en)